# Agrostis schleicheri
Agrostis schleicheri é uma espécie de gramínea do gênero Agrostis, pertencente à família Poaceae.